# Schneeglocke
Schneeglocke är en bergstopp i Österrike. Den ligger i distriktet Bludenz och förbundslandet Vorarlberg, i den västra delen av landet. Toppen på Schneeglocke är 3 223 meter över havet. Schneeglocke ingår i Silvrettagruppe.
Den högsta punkten i närheten är Silvrettahorn, 3 244 meter över havet, sydost om Schneeglocke
Trakten runt Schneeglocke består i huvudsak av kala bergstoppar och isformationer.